# Премия HIST за выдающиеся достижения в истории химии
Премия HIST за выдающиеся достижения в истории химии (с 2013 г. по настоящее время) вручается Отделом истории химии Американского химического общества (ACS). Первоначально эта награда была известна как Премия Декстера (1956-2001), а затем кратко — Премия Сидни М. Эдельштейна (2002-2009), обе вручаемые ACS.
Премия Декстера была первоначально учреждена Сиднеем Милтоном Эдельштейном, основателем Dexter Chemical Corporation за «выдающийся вклад в историю химии». Как и премия Декстера, она спонсировалась корпорацией Декстер, за исключением последних двух лет, когда она спонсировалась Фондом Милдред и Сидни Эдельштейнов.
Премия была кратко известна как Премия Сидни М. Эдельштейна с 2002 по 2009 год, но по-прежнему присуждалась ACS. Премию Сидни М. Эдельштейна следует отличать от Премии Сидни Эдельштейна, которая с 1968 года по настоящее время присуждается Обществом истории технологий за "выдающуюся научную книгу по истории технологий." 

## Призеры

### Премия HIST (с 2013 года по настоящее время)
- 2020 Лоуренс М. Принсипи [1]
- 2019 Отто Теодор Бенфей
- 2018 Дэвид Э. Льюис
- 2017 Джеффри И. Симан
- 2016 Урсула Кляйн
- 2015 Кристоф Майнель
- 2014 Эрнст Хомбург
- 2013 Уильям Р. Ньюман
- 2012 без награды
- 2011 Нет награды

### Премия Сидни М. Эдельштейна (2002-2009)
- 2009 Тревор Харви Левер [8]
- 2008 Джон Шипли Роулинсон
- 2007 Энтони С. Трэвис
- 2006 Питер Дж. Т. Моррис (Питер Джон Тернбулл Моррис)
- 2005 Вильям Б. Дженсен
- 2004 Джозеф Б. Ламберт
- 2003 Дэвид М. Найт
- 2002 Джон Параскандола

### Премия Декстера (1956-2001)
- 2001 Уильям Артур Смитон [7]
- 2000 Алан Рокке
- 1999 Мэри Джо Най
- 1998 Сеймур Х. Маускопф
- 1997 Бернадетт Бенсауд-Винсент
- 1996 Кейт Дж. Лэйдлер
- 1995 Уильям Х. Брок
- 1994 Фредерик Л. Холмс
- 1993 Джозеф С. Фрутон
- 1992 Джон Т. Сток
- 1991 Оуэн Ханнауэй
- 1990 Колин А. Рассел
- 1989 Д. Стэнли Тарбелл
- 1988 Людвиг Ф. Габер
- 1987 Аллен Дебус
- 1986 Роберт Г.В. Андерсон
- 1985 Роберт Мултхаф
- 1984 Морис Крослэнд
- 1983 Арнольд Текрей
- 1982 Джон Х. Wotiz
- 1981 Сирил Стэнли Смит
- 1980 Морис Дюма
- 1979 Джозеф Нидхэм
- 1978 Джордж Кауффман
- 1977 Модесто Баргалло
- 1976 Тревор И. Вильямс
- 1975 Йоханнес Виллем ван Спронсен
- 1974 Без награды
- 1973 Бернар Яффе
- 1972 Генри Герлак
- 1971 Виндхэм Д. Майлз
- 1970 Ференц Сабадвари
- 1969 Уолтер Пагель
- 1968 Аарон Дж. Идэ
- 1967 Мэри Эльвира Уикс
- 1966 Эрл Р. Кейли
- 1965 Мартин Леви
- 1964 Эдуард Фарбер
- 1963 Дуглас Маккай
- 1962 Генри М. Лестер
- 1961 Джеймс Р. Партингтон
- 1960 Денис Дювин
- 1959 Джон Рид
- 1958 Ева Армстронг
- 1957 Уильямс Хейнс
- 1956 Ральф Э. Опер